# Mistrzostwa świata weteranów w skokach narciarskich
Mistrzostwa świata weteranów w skokach narciarskich – amatorskie zawody w skokach narciarskich, odbywające się co roku, wspólnie z mistrzostwami świata weteranów w kombinacji norweskiej. 
Pierwsze zawody odbyły się w 1990 roku w Lake Placid (USA). Zawodnicy, podzieleni na kategorie wiekowe, rozgrywają konkursy na 3-4 obiektach. Wyjątkiem były mistrzostwa w 1992, kiedy zawody zostały przeniesione z rosyjskiego Perm do szwedzkiego Svanstein, gdzie znajdowały się tylko dwie skocznie. Trzykrotnie mistrzostwa świata weteranów odbyły się w Polsce, w Zakopanem (1995, 2003)  i Szczyrku (2012). Wśród medalistów mistrzostw świata weteranów znajdują się medaliści igrzysk olimpijskich, mistrzostw świata seniorów i mistrzostw świata w lotach narciarskich oraz zdobywcy Pucharu Świata w skokach narciarskich i triumfatorzy prestiżowego Turnieju Czterech Skoczni, którzy zakończyli już profesjonalne kariery. Są to m.in. Andreas Goldberger, Matti Nykänen i Andreas Widhölzl. Od 2006 roku organizuje się także letnie mistrzostwa świata weteranów.

## Zimowe igrzyska olimpijskie weteranów
Mistrzostwa świata weteranów w 2010 roku były jednocześnie zaliczane do I Zimowych Igrzysk Olimpijskich Weteranów. Złoci medaliści otrzymywali podwójne mistrzostwo – olimpijskie oraz świata.

## Organizatorzy mistrzostw

### Zimowe mistrzostwa świata weteranów
| Rok  | Miasto              | Skocznie                |
| ---- | ------------------- | ----------------------- |
| 1990 | Lake Placid         | K-38, K-48, K-86        |
| 1991 | Odnes               | K-30, K-50, K-80        |
| 1992 | Svanstein           | K-37, K-60              |
| 1993 | Kuopio              | K-32, K-64, K-90        |
| 1994 | Hurdal              | K-40, K-63, K-90        |
| 1995 | Zakopane            | K-30, K-35, K-65, K-85  |
| 1996 | Steamboat Springs   | K-25, K-38, K-65, K-88  |
| 1997 | Sundsvall           | K-25, K-45, K-68        |
| 1998 | Perm                | K-25, K-50, K-80        |
| 1999 | Otepää              | K-25, K-40, K-70        |
| 2000 | Rognan              | K-25, K-43, K-67, K-90  |
| 2001 | Rovaniemi           | K-24, K-36, K-64, K-90  |
| 2002 | Harrachov           | K-26, K-40, K-70, K-90  |
| 2003 | Zakopane            | K-35, K-65, K-85        |
| 2004 | Reit im Winkl       | K-18, K-30, K-57, K-90  |
| 2005 | Villach             | K-30, K-60, K-90        |
| 2006 | Kranj               | K-20, K-40, K-50, K-90  |
| 2007 | Hinterzarten        | K-30, K-70, K-95        |
| 2008 | Taivalkoski         | K-38, K-50, K-73        |
| 2009 | Ruhpolding          | K-40, K-65, K-90        |
| 2010 | Ziri i Kranj        | K-26, K-36, K-60, K-100 |
| 2011 | Harrachov           | K-26, K-40, K-70, K-90  |
| 2012 | Szczyrk             | K-40, K-70, K-95        |
| 2013 | Czajkowskij         | K-20, K-40, K-65, K-95  |
| 2014 | Râșnov              | K-15, K-35, K-65, K-95  |
| 2015 | Taivalkoski         | K-20, K-35, K-50, K-73  |
| 2016 | Orkdal              | K-20, K-30, K-50, K-68  |
| 2017 | Villach             | K-30, K-60, K-90        |
| 2018 | Planica             | K-28, K-56, K-95        |
| 2019 | Vikersund           | K-45, K-65, K-105       |
| 2020 | Seefeld i Kitzbühel | K-38, K-68, K-99        |
| 2021 | Niżny Tagił         | K-10, K-40, K-90        |
| 2022 | Niżny Tagił         | K-10, K-40, K-90        |

### Letnie mistrzostwa świata weteranów
| Rok  | Miasto            | Skocznie                |
| ---- | ----------------- | ----------------------- |
| 2006 | Villach           | K-30, K-60, K-90        |
| 2007 | Einsiedeln        | K-25, K-45, K-70, K-105 |
| 2008 | Einsiedeln        | K-25, K-45, K-70, K-105 |
| 2009 | Einsiedeln        | K-25, K-45, K-70, K-105 |
| 2010 | Villach           | K-30, K-60, K-90        |
| 2011 | Einsiedeln        | K-25, K-45, K-70, K-105 |
| 2012 | Rožnov i Frenštát | K-38, K-70, K-95        |
| 2013 | Rožnov i Frenštát | K-38, K-70, K-95        |
| 2014 | Villach           | K-35, K-60, K-90        |
| 2015 | Örnsköldsvik      | K-35, K-55, K-90        |
| 2016 | Tsachgguns        | K-35, K-60, K-97        |
| 2017 | Râșnov            | K-35, K-64, K-90        |
| 2018 | Szczyrk           | K-40, K-70, K-95        |
| 2019 | Predazzo          | K-35, K-60, K-90, K-120 |
| 2020 | Velenje i Ljubno  | K-35, K-55, K-85        |
| 2021 | Velenje i Ljubno  | K-35, K-55, K-85        |
| 2022 | Planica           | K-28, K-56, K-95        |

## Kategorie wiekowe
Mistrzostwa świata weteranów w skokach narciarskich rozgrywano w następujących kategoriach wiekowych:
| Kategoria    | Wiek                 | Lata rozgrywania                                                     |
| ------------ | -------------------- | -------------------------------------------------------------------- |
| Kat. Open    | 29 i młodsi, kobiety | - Latem: 2006– - Zimą: nie rozgrywana                                |
| Kat. Kobiety | bez ogr.             | - Latem: w 2006 w ramach kat. open, 2009– - Zimą: 2011–2012          |
| Kat. 0       | 25–29                | - Latem: rozgrywana jako kategoria open - Zimą: 2007–2009, 2011–2013 |
| Kat. 1       | 30–34                | - Latem: 2006– - Zimą: 1990–                                         |
| Kat. 2       | 35–39                | - Latem: 2006– - Zimą: 1990–                                         |
| Kat. 3       | 40–44                | - Latem: 2006– - Zimą: 1990–                                         |
| Kat. 4       | 45–49                | - Latem: 2006– - Zimą: 1990–                                         |
| Kat. 5       | 50–54                | - Latem: 2006– - Zimą: 1990–                                         |
| Kat. 6       | 55–59                | - Latem: 2006– - Zimą: 1990–                                         |
| Kat. 7       | 60–64                | - Latem: 2006–2009 - Zimą: 1990–1994, 1996–                          |
| Kat. 8       | 65–69                | - Latem: 2009– - Zimą: 1990–1994, 1996–2013                          |
| Kat. 9       | 70–74                | - Latem: 2006–2008, - Zimą: 1990–1991,1993–2001, (2002), 2004–2013   |
| Kat. 10      | 75–79                | - Latem: 2008– - Zimą: 1990–1993, 1998–2001, 2007, 2009–2013         |
| Kat. 11      | 80–84                | - Latem: nie rozgrywano - Zimą: 1995, 1997–1998, 2005–2006           |
| Kat. 12      | 85–89                | - Latem: nie rozgrywano - Zimą: 1999–2000                            |
| Kat. 13      | 90–94                | - Latem: nie rozgrywano - Zimą: 2003                                 |

Uwagi:
- W 2002 roku rozegrano kategorię 9+ gdzie połączono klasy 9,10,11 i 13
- W 2010 roku na skoczni K-26 rozgrywano łącznie ze sobą klasy: [10 i 9]; [8 i 7]; [6 i 5]; [4,3 i 2];
- W 2007 roku (lato) na skoczni K-45 rozgrywano łącznie ze sobą klasy [5 i 6]